# Familienrecht (Deutschland)
Das Familienrecht ist das Teilgebiet des Zivilrechts, das die Rechtsverhältnisse der durch Ehe, Lebenspartnerschaft,
Abstammung und Verwandtschaft begründeten Rechtsbeziehung zwischen natürlichen Personen regelt. Dazu gehören auch das Kindschafts-, Adoptions- und das Scheidungsrecht sowie außerhalb der Verwandtschaft bestehende gesetzliche Vertretungsbefugnisse im Fall der Vormundschaft, Pflegschaft und rechtlichen Betreuung.
Darüber hinaus betrifft das Familienrecht die Beziehung der Familien zum Staat. Art. 6 GG sichert die Institutsgarantie sowie das staatliche Schutz- und Förderungsgebot der Familie als Grundrecht. Die Gewährleistungen des Art. 6 GG greifen über das Privatrecht der Familien hinaus und beeinflussen beispielsweise auch das Steuerrecht (Ehegattensplitting) oder rechtfertigen die Einführung des Elterngeldes.

## Geschichte
Das moderne Familienrecht, in Deutschland kodifiziert insbesondere im Vierten Buch des Bürgerlichen Gesetzbuchs (§ 1297 BGB ff.), in Österreich im Allgemeinen bürgerlichen Gesetzbuch und in der Schweiz im Zivilgesetzbuch, ist historisch aus dem römischen Privatrecht, dem kanonischen Recht und dem örtlichen Gewohnheitsrecht hervorgegangen.
Ausgehend vom Zwölftafelgesetz der römischen Republik, erhielt das Familienrecht während der Reformation wesentliche Impulse durch die von Martin Luther formulierte parallele staatliche und kirchliche Eheschließung (contractus mixtus), in dessen Folge sich neben dem kirchlichen ein staatliches Eherecht entwickelte. Das Konzil von Trient mündete schließlich in der obligatorischen Zivilehe. Code Napoleon (1804) sowie das Allgemeine Preußische Landrecht (1794) markieren die ersten modernen Kodifizierungen des Familienrechts unter dem Einfluss der Aufklärung, mit Wirkung zum 1. Januar 1900 abgelöst durch das Bürgerliche Gesetzbuch.
Zwischen 1965 und 1990 galt in der DDR das Familiengesetzbuch.
Die neueste Rechtsgeschichte ist durch eine Vereinheitlichung im Rahmen der Europäischen Union gekennzeichnet, etwa durch die Kommission für Europäisches Familienrecht bei einer gleichzeitigen Pluralisierung des familiären Zusammenlebens.
Seit Platons Werken Politeia und Nomoi  wird die Gesetzgebung durch eine familienpolitische Debatte in Wissenschaft und Öffentlichkeit sowie den sozialen Wandel beeinflusst.

## Materielles Recht
Das Familienrecht enthält Vorschriften über das Eingehen von Ehen und Lebenspartnerschaften sowie deren Aufhebung. Dabei werden konkret die allgemeinen Rechtswirkungen der Ehe (bzw. Lebenspartnerschaft), das eheliche bzw. lebenspartnerschaftliche Güterrecht und die Scheidung (bzw. Aufhebung der Lebenspartnerschaft) und deren rechtliche Folgen, wie Unterhalt und Versorgungsausgleich geregelt. Auch über den rechtlichen Status eheähnlicher Gemeinschaften und das Verlöbnis sind Bestimmungen enthalten.
Weiterhin enthält es Vorschriften über die Abstammung und die wechselseitige Unterhaltspflicht von Verwandten, über Rechte und Pflichten zwischen Eltern und Kindern und über die Adoption, zusammengefasst unter dem Begriff Kindschaftsrecht.
Bei Streitigkeiten beziehungsweise Unstimmigkeiten in Bezug auf die Pflegschaft, Betreuung und Vormundschaft und anderer Familiensachen entscheiden das Familiengericht oder das Betreuungsgericht (früher: Vormundschaftsgericht).
Das materielle Familienrecht ist in Deutschland im Wesentlichen im gleichnamigen vierten Buch des Bürgerlichen Gesetzbuches (BGB) (§§ 1297–1921 BGB) enthalten. Das Rechtsinstitut der Lebenspartnerschaft ist im Lebenspartnerschaftsgesetz (LPartG) geregelt. Für gerichtliche Verfahren sind in der Zivilprozessordnung (ZPO) und im Gesetz über das Verfahren in Familiensachen und in den Angelegenheiten der freiwilligen Gerichtsbarkeit (FamFG), das das Gesetz über die Angelegenheiten der freiwilligen Gerichtsbarkeit (FGG) abgelöst hat, spezielle Vorschriften enthalten. Bedeutung für das Kindesunterhaltsrecht haben daneben das Unterhaltsvorschussgesetz und die Düsseldorfer Tabelle. Die Regelbedarfsverordnung ist 2008 außer Kraft getreten.
In der DDR war das Familienrecht seit 1965 außerhalb des BGB in einem eigenen Familiengesetzbuch (FGB) geregelt.

## Internationales Privatrecht

### Eherecht
Die sachlichen Voraussetzungen der Eheschließung unterliegen nach Art. 13 EGBGB dem Heimatrecht jedes Verlobten. Zu den Ehevoraussetzungen zählen beispielsweise die Ehemündigkeit und das Fehlen von Ehehindernissen. Man unterscheidet zwischen
- einseitigen Ehevoraussetzungen und
- zweiseitigen Ehevoraussetzungen.

Einseitige Ehevoraussetzungen müssen nur nach dem Recht des jeweiligen Verlobten gegeben sein, zweiseitige Ehevoraussetzungen zum Zeitpunkt der Eheschließung nach dem Recht beider Verlobter.
Beispiel: Eine ledige Deutsche möchte einen verheirateten Jordanier heiraten.
Nach dem Heimatrecht des verheirateten Jordaniers ist die Eheschließung trotz bestehender Ehe möglich. Allerdings wird das Verbot der Doppelehe nach § 1306 BGB als zweiseitiges Ehehindernis ausgelegt und folglich für beide künftigen Ehepartner keine Ehe bestehen darf.
Nach § 1309 BGB besteht das Erfordernis eines Ehefähigkeitszeugnisses. Dies besteht auch bei ausländischem Eheschließungsstatut. Nach § 1309 Abs. 2 BGB kann davon befreit werden.
In Ausnahmefällen kann nach Art. 13 Abs. 2 EGBGB deutsches Recht für die Ehevoraussetzungen anwendbar sein. Diese Fassung des Art. 13 EGBGB geht auf einen Beschluss des Bundesverfassungsgerichtes von 1971 zurück (BVerfGE 31, S. 58); nach damaligem Recht war die Ehe nicht möglich, wenn, wie beispielsweise Spanien, das Heimatrecht ein deutsches Scheidungsurteil nicht anerkannte und somit das Ehehindernis der Doppelehe bestand.
Für die Form der Eheschließung gilt nach Art. 13 Abs. 3 EGBGB, dass die Ehe in Deutschland nur nach den Formvorschriften der §§ 1310 bis § 1312 BGB geschlossen werden kann. Für die Eheschließung im Ausland gelten die allgemeinen Regeln des Art. 11 EGBGB. Dies gilt auch für die sog. Handschuhehe, d. h. die Ehe durch Stellvertreter.
Das Recht der allgemeinen Ehewirkungen wird in Art. 14 EGBGB bestimmt. Ausgenommen von seinem Regelungsbereich sind Regelungsgebiete, die eine eigene Regelung erfahren haben:
- Ehegüterrecht (Art. 15 EGBGB)
- Namensrecht (Art. 10 EGBGB)

Das anwendbare Recht wird in Art. 14 Abs. 1 EGBGB nach objektiven, abgestuften, subsidiären Anknüpfungen (sog. Kegelsche Leiter) bestimmt. Art. 14 Abs. 2 EGBGB lässt unter bestimmten Umständen auch die Rechtswahl zu.
Die güterrechtlichen Wirkungen der Ehe unterliegen dem Ehewirkungsstatut des Art. 14 EGBGB. Art. 15 Abs. 2 EGBGB lässt eine eigenständige eingeschränkte Rechtswahl zu. Die drittschützenden Normen des deutschen Rechts (negative Publizität des Güterrechtsregisters nach § 1412 BGB) finden nach Art. 16 EGBGB auch auf ausländische Güterstände, soweit der Ehegatte seinen gewöhnlichen Aufenthalt im Inland hat oder ein Gewerbe betreibt.
Nach Art. 17 EGBGB unterliegt die Scheidung dem Ehewirkungsstatut des Art. 14 EGBGB. Hilfsweise kann deutsches Recht nach Art. 17 Abs. 1 S. 2 EGBGB zur Anwendung gelangen, wenn die Ehe nach Scheidungsstatut unscheidbar ist und der Antragsteller bei Rechtshängigkeit oder Eheschließung die deutsche Staatsangehörigkeit hatte. Im Inland ist nach Art. 17 Abs. 2 EGBGB eine Scheidung nur durch gerichtliches Urteil möglich; im Ausland kann eine Scheidung dagegen auch durch Privatakt erfolgen (vgl. talaq im islamischen Recht und get nach jüdischem Recht). Der Versorgungsausgleich unterliegt grundsätzlich dem Scheidungsstatut unter dem Vorbehalt, dass das Rechtsinstitut einem der Heimatrechte bekannt ist.
Für das Verlöbnis enthält das EGBGB keine Kollisionsregeln. Für das Zustandekommen gelten die Vorschriften über die Ehe (Art. 13 Abs. 1 und 2 EGBGB und Art. 11 Abs. 1 EGBGB) entsprechend. Nach herrschender Lehre werden die Ansprüche aus Verlöbnisbruch entsprechend Art. 14 EGBGB behandelt.
Auch die nichteheliche Lebensgemeinschaft hat keine besondere Regelung erfahren. Art. 17b EGBGB gilt nur für eingetragene homosexuelle Lebenspartnerschaften. Zum Teil wird seine analoge Anwendung auf eingetragene heterosexuelle Partnerschaften erwogen. Nach hM finden im Übrigen die familienrechtlichen Kollisionsnormen analog auf die nichteheliche Lebensgemeinschaft Anwendung. Handelt es sich lediglich um eine lockere Beziehung, ist an eine einfache schuldrechtliche Qualifikation zu denken.

### Kindschaftsrecht
In Kindschaftssachen kommt dem Verfahrensrecht eine bedeutende Rolle zu: Die meisten internationalen Übereinkommen erklären nämlich die lex fori für anwendbar. Mit der Entscheidung über die Zuständigkeit ist somit meist die Entscheidung über das anwendbare Recht gefallen.
→ Haager Minderjährigenschutzabkommen
→ Haager Kinderschutzübereinkommen
→ Verordnung (EG) Nr. 2201/2003 (EuEheVO)
→ Haager Übereinkommen über die zivilrechtlichen Aspekte internationaler Kindesentführung
→ Europäisches Sorgerechtsübereinkommen
Die Abstammung kann nach Art. 19 EGBGB nach drei Rechtsordnungen bestimmt werden:
- dem Recht des Staates des gewöhnlichen Aufenthaltes des Kindes
- dem Heimatrecht des betroffenen Elternteils
- dem Ehewirkungsstatut (Art. 14 Abs. 1 EGBGB), wenn die Mutter verheiratet ist. Das Bestehen einer Ehe ist dabei als Vorfrage zu behandeln.

Der maßgebliche Zeitpunkt der Bestimmung ist umstritten; nach herrschender Meinung ist auf den Zeitpunkt der Geburt abzustellen. Der renvoi findet nicht statt: Ziel der Verweisungen ist es, dem Kind eine möglichst große Zahl an Rechtsordnungen zur Verfügung zu stellen. Würde durch den renvoi diese Zahl verringert, widerspräche dies dem Sinn der Verweisung.
Die Wirkungen des Eltern-Kind-Verhältnisses umfassen die elterliche Sorge. Sie unterliegen nach Art. 21 EGBGB dem Recht des Staates des gewöhnlichen Aufenthaltes des Kindes. Verlegt das Kind seinen gewöhnlichen Aufenthalt, ändert sich dieses Recht. Nach herrschender Meinung sind Rück- und Weiterverweisung zu beachten.
Für die Adoption ist das Haager Übereinkommen über den Schutz von Kindern und die Zusammenarbeit auf dem Gebiet der internationalen Adoption vorrangig anzuwenden. Im autonomen Recht gilt: Nimmt ein Einzelner eine Person als Kind an, so unterliegt diese nach Art. 22 EGBGB dessen Heimatrecht zum Zeitpunkt der Adoption; bei Ehegatten findet das Ehewirkungsstatut des Art. 14 EGBGB Anwendung. Ungeachtet des Gesetzwortlautes („Kind“) gelten diese Regeln auch bei der Erwachsenenadoption. Der Anwendungsbereich schließt die Zulässigkeit, Voraussetzungen und Wirkungen der Adoption ein.
Ob das Erbrecht des adoptierten Kindes dem Erbstatut oder dem Adoptionsstatut unterliegt, war lange Zeit eine streitige Qualifikationsfrage. Durch Art. 22 Abs. 2 EGBGB ist nunmehr entschieden, dass die Auswirkungen der Adoption auf die Verwandtschaftsverhältnisse dem Adoptionsstatut, Art und Umfang des Erbrechts dem Erbstatut unterliegen.

## Prozessrecht
Bei den Amtsgerichten sind Abteilungen für Familiensachen, Familiengerichte, gebildet. Für Beschwerden gegen die Entscheidungen der Familiengerichte sind die Familiensenate bei den Oberlandesgerichten zuständig.
In der Rechtsanwaltschaft ist bei entsprechender Spezialisierung der Erwerb der besonderen Berufsbezeichnung eines Fachanwalts für Familienrecht möglich.